# Chantiers de Penhoët
A Chantiers et Ateliers de Saint-Nazaire Penhoët foi um estaleiro francês sediado no distrito de Penhoët em Saint-Nazaire, Poitou. Foi fundado em 1862 pelo construtor naval britânico John Scott com ajuda financeira dos irmãos Émile e Isaac Péreire, donos da empresa marítima Compagnie Générale Transatlantique. A primeira embarcação construída foi o SS Impératrice Eugénie, lançado em 1864. O estaleiro entrou em falência em 1866 e Scott o vendeu para os Péreire, sendo restabelecido em 1869, mas fechando novamente no ano seguinte. A Chantiers de Penhoët ressurgiu em 1878 e continuou na ativa até 1955, quando se fundiu com a Ateliers et Chantiers de la Loire a fim de formar a Chantiers de l'Atlantique.